# Главк (родовище)
Главк — офшорне газове родовище у Середземному морі в економічній зоні Кіпру. Розташоване у блоці 10, правами на розвідку в якому володіє консорціум ExxonMobil та Qatar Petroleum (60 % та 40 % відповідно).

## Опис
Родовище відкрили у лютому 2019 року внаслідок спорудження буровим судном Stena Icemax свердловини Glaucus -1. Закладена в районі з глибиною моря 2063 метри вона має довжину 4200 метрів та пройшла через газонасичений інтервали завтовшки 133 метра. Ресурси родовища оцінили в діапазоні від 141 до 226 млрд м3.
Восени 2021-го оголосили, що до кінця року бурове судно Stena Forth розпочне буріння на структурі Главк оціночної свердловини, за результатами якої буде прийняте рішення щодо розробки родовища.
Можливо відзначити, що Главк стало третім кіпрським офшорним родовищем після Афродіти та Каліпсо.